# Championnat de France de basket-ball de Nationale féminine 1A 1980-1981
Navigation
Saison 1979-1980 Saison 1981-1982
La saison 1980-1981 du championnat de France de basket-ball de Nationale 1 est la 43e édition du championnat de France de basket-ball
Dix clubs participent à la compétition. À la fin de la saison régulière, les deux équipes classées 1 & 2 se rencontrent pour la finale qui désignera la Champion de France.
Les deux équipes classées 9 & 10 sont reléguées en Nationale 1B et remplacées par les deux équipes vainqueurs des deux poules de Nationale 1B.
Le tenant du titre, le Stade français, va tenter de conserver son titre.
Le Clermont U.C. remporte le titre pour la 13e fois de son histoire.

## Clubs participants
- Antibes
- Arras
- Asnières
- Clermont-Ferrand
- Montferrand
- Orly
- Racing C.F.
- Stade français
- Toulon
- Villeurbanne

## Classement final de la saison régulière
La victoire rapporte 3 points, le match nul 2 points, la défaite 1 point. En cas d'égalité, les clubs sont départagés au point-average particulier 